# ジジ・ドリン
ジジ・ドリン（Gigi Dolin、1997年6月5日 - ）は、アメリカ合衆国ジョージア州ダグラスビル出身のプロレスラー。本名はプリシラ・リー・ケリー（Priscilla Lee Kelly）。

## 来歴

### 初期キャリア
ケリーは、2015年3月のタッグマッチでデビューを果たしたが、初戦、デヴィン・ニコルとアマンダ・ロドリゲスとアンバー・オニールに敗れた。6月、ケリーは、キエラ・ホーガンに敗れた。2016年5月、ケリーは、キンバー・リーに敗れた。2016年12月、テッサ・ブランチャードと対戦し、初勝利を飾る。2016年9月、ケリーとネヴェアは、サマンサ・ハイツとブリタニー・ブレイクと対戦したが、敗北。Breaking Barriers4で、ケリーは、ペネロペ・フォードとレニー・ミシェルを破った。2017年8月、レバ・ベイツを破る。12月、ケリー、チアリーダー・メリッサ、メルセデス・マルチネスと共に、ローレル・ヴァン・ネス、デリラ・ドゥーム、デオーナ・パラッツォと対戦し、勝利。
2019年7月、アリゾナ州ツーソンで開催されたカクタス・リーグ・レスリングの「レイテッド R レスリング」というイベントで、ケリーは、ジェームズ・エルズワースを破り、世界インタージェンダー王座に輝く。

### シャイン
2016年9月、ケリーは、シャイン37でドミニク・ファビアーノを破った。同日の夜、ケリーとファビアーノは、シャインタッグチーム王座である、ジェイミー・ジェイムソンとマルティ・ベルと対戦したが、敗北。シャイン39、ケリーは、マリア・ホサカと対戦したが、敗北。2017年7月、ケリーは、シャイン・ノバ王座トーナメントし、第1ラウンドでヴェダ・スコット、第2ラウンドで、リア・ヴォーン、準決勝でキーラ・ホーガン、決勝で、キャンディ・カートライトを破り、シャイン・ノバ王座に輝く。そして、シャイン46でサンタナ・ギャレットに対し、タイトルを保持。だが、シャイン49で、ケリーは、キャンディ・カートライトにタイトルを失う。シャイン51で、ハリデッドを破った。
2017年1月、ケリーは、アリア・ブレイクに敗れた。ヒートストローク2017で、ケリーは、ストーミー・リーに対してシャイン・ノバ王座を防衛。
2017年5月、エボルブ95で、アリシン・ケイに敗れた。

### 東京女子プロレス
ケリーは、2018年4月に東京女子プロレスでデビューし、ハイパーミサヲとチームを組み、どらごんぼんば〜ずに敗れた。10月14日、東京プリンセス・オブ・プリンセス王座戦で山下実優に敗れた。

### AEW
ケリーは、オールアウトにサプライズ出演し、カジノバトルロイヤルに参加した。また、2020年1月23日のAEWダイナマイトで、ブリット・ベイカーと対戦した。

### WWE
2018 年 7 月 30 日、ケリーがWWEの 2 回目のメイ ヤング クラシックに参加することが発表されました。[3] [8]彼女は第 1 ラウンドで Deonna Purrazzoに敗れた。
2021年1月20日、ケリーと契約したことが発表された。ケリーは、リングネームをジジ・ドリンと改名した。女子ダスティ・ローデス・タッグチーム・クラシックに参加してデビューを果たす。そして、コーラ・ジェイドと チームを組み、第1ラウンドで、キャンディス・レラエとインディ・ハートウェルと対戦したが、敗退。7月27日、ドリンは、タッグチームユニットである、トキシック・アトラクション (マンディ・ローズとジェイシー・ジェイン)に参加した。その後、NXT女子タッグチーム王座を獲得した。
NXT Stand & Deliver Kickoffで、ドリンとジェインは、NXT女子タッグチーム王座戦で、ダコタ・カイとラケル・ゴンザレスと対戦するが敗北。タイトルを手放す。しかし、3日後、マンディ・ローズの助けを借りて、ドリンとジェインは、タイトルを取り戻した。
7月5日のザ・グレード・アメリカン・バッシュで、ドリンとジェインは、NXT女子タッグチーム王座戦で、ロクサーヌ・ペレスと元タッグパートナーである、コーラ・ジェイドに敗れた。タイトルが空位になり、ドリンとジェインは、8月2日、アイビー・ナイルとテイタム・パクスリー、ユリサ・レオンとヴァレンティーナ・フェロズ、カタナ・チャンスとケイデン・カーターとフェイタル・4ウェイ・エリミネーション・マッチに参加した。ドリンとジェインは、ファイナル2まで残ったが、チャンスとカーターの協力技で、メンバーのジェインが、ピンフォールで敗北。
2022年8月19日、ドリンは、WWE女子タッグチーム王座トーナメントに参加し、メインロースターでのデビューを果たす。第1ラウンドで、ドリンとジェインは、勝利したが、ドリンの負傷により、トーナメントから除外。その後、ドリンとジェインは、スマックダウンで、WWE女子タッグチーム王座のアリーヤとラケル・ロドリゲスに敗れたが、復帰。2023年1月10日、ニュー・イヤーズ・イビルで、ドリンとジェインは、20人女性バトルロイヤルに参加したが、最後にドリンとジェインが残った。彼らは、タッグチームであるが、試合終了のゴングは、鳴らなかった。ジェインは、自ら脱落しようとした。それをドリンが止めるが、ジェインは、ドリンを攻撃する。結局、両者トップロープから、脱落し、ドリンとジェインが勝者となった。NXTベンジェンス・デイで、ドリンとジェインは、NXT女子王座のロクサーヌ・ペレスとNXT女子チャンピオンシップマッチで対戦したが、敗北。

### トキシック・アトラクション解散
2023年2月7日、ベイリーがホストを務める、Ding Dong, Hello!にドリンとジェインは、参加し、ショーを行った。しかし、ジェインは、ドリンに攻撃した。ジェインは、インディ・ハートウェルと対戦した。試合中、ドリンは、ジェインに攻撃を放つ。試合は、ノーコンテストで終了。そして、3月7日、NXTロードブロッキングでジェインと対戦し、勝利。

## 獲得タイトル
F1RSTレスリング

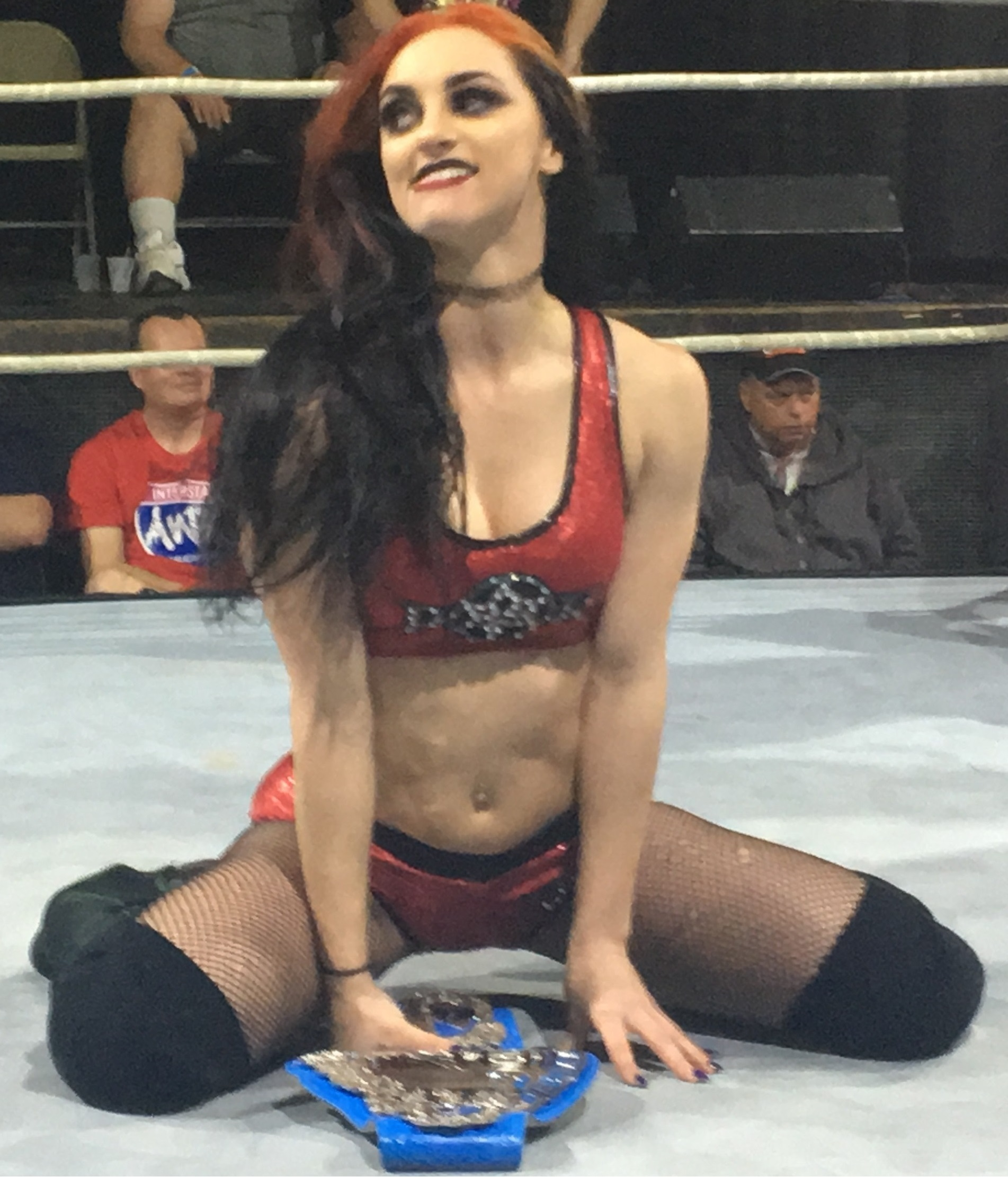
シャイン・ノヴァ王座のケリー

- F1RSTレスリング・アップタウンVFW王座 : 1回

ジョージア・プレミア・レスリング
- トゥゲダー・ウィー・ファイト・トーナメント : 1回（w /チップ・デイ

GTS
- GTSインタージェンダー王座 : 1回

ローグレスリング
- ローグ・タッグチーム王座 : 1 回（w /ヴィップレッス

シャイン・レスリング
- シャイン・ノヴァ王座 : 1回
- SHINE NOVA王座第1回大会（2017）

WWE
- NXT女子タッグチーム王座 : 2回（w /ジェイシー・ジェイン

## 入場曲
- Toxic 現在使用中
- Buried Alive